# Max Dianville
Max Dianville, de son vrai nom André Rateau, né le 18 septembre 1890 à Vincelles (Yonne), et mort le 25 janvier 1954 en son domicile dans le 8e arrondissement de Paris, est un réalisateur et journaliste français.

## Filmographie

### Scénariste
- 1932 : Ce cochon de Morin de Georges Lacombe
- 1932 : L'Affaire Blaireau de Henry Wulschleger

### Réalisateur
- 1934 : La Cure sentimentale (coréalisateur : Pierre Weill)